# Kōmyō-ji (Kamakura)

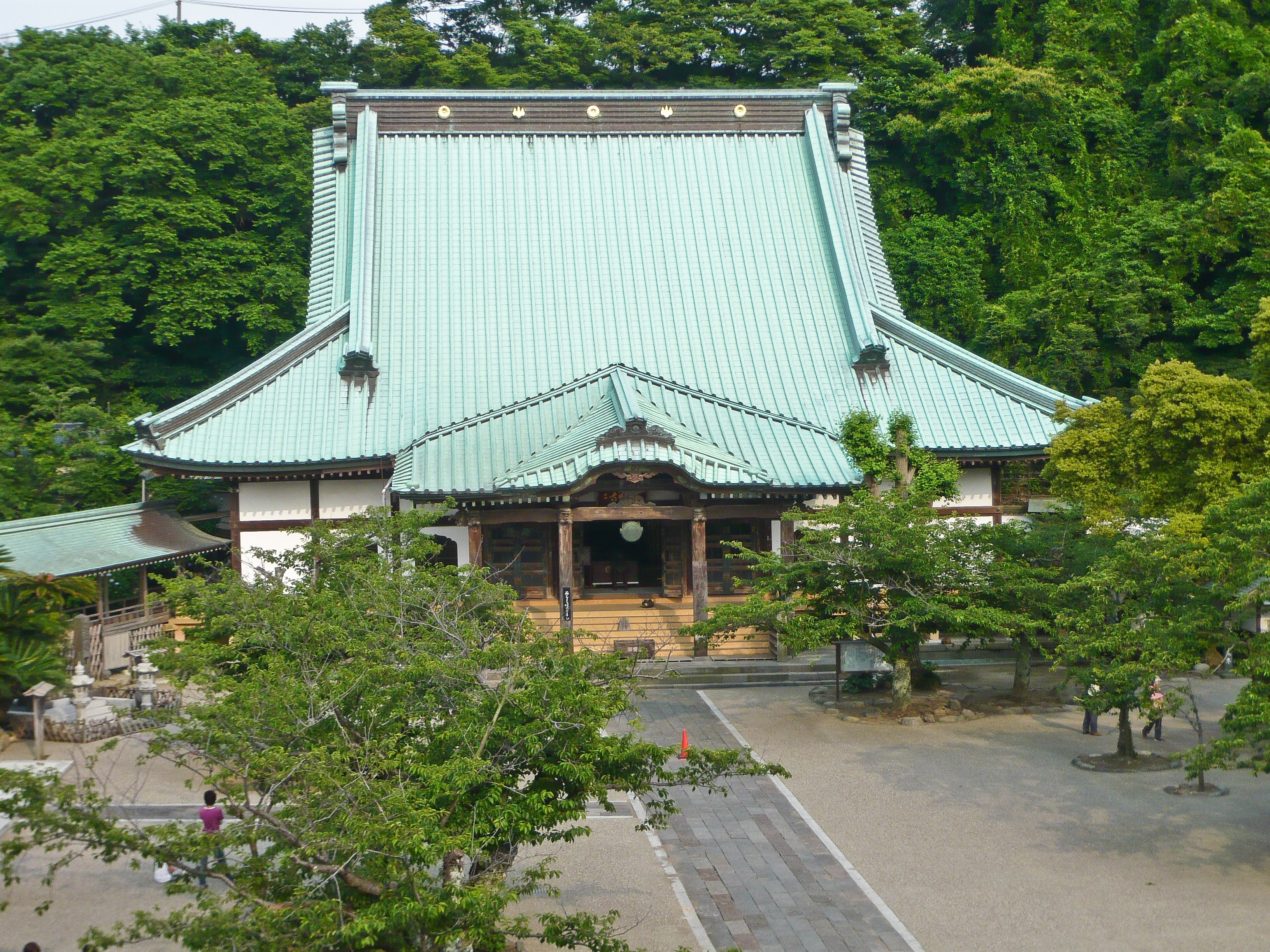
Le Hondō (bâtiment principal)

Le Tenshōzan Renge-in Kōmyō-ji (天照山蓮華院光明寺) est un temple bouddhiste de la secte Jōdo situé à Zaimokuza, près de Kamakura au Japon. Seul temple urbain important situé près de la mer, Kōmyō-ji est le premier des Kantō Jūhachi Danrin (関東十八檀林), groupe de dix-huit temples Jōdo établis durant l'époque d'Edo par Tokugawa Ieyasu, et consacré à la formation des prêtres et à la recherche scientifique. C'est également le temple principal de la secte pour la région de Kantō. En dépit du fait qu'il est un temple de la secte Jōdo, Kōmyō-ji présente plusieurs des caractéristiques typiques d'un temple zen, par exemple un sanmon (porte principale), un étang et un karesansui (jardin de pierres).  
Kōmyō-ji a toujours bénéficié du patronage des puissants du Japon et se trouve être le seul temple bouddhiste de Kamakura  à avoir le privilège d'être un bodaiji (temple funéraire) de daimyo. Ce rôle lui a été conféré par le clan Naitō, seigneurs féodaux de ce qui est aujourd'hui la préfecture de Miyazaki et dont les tombes font partie du site du temple. 
Le temple, à côté de l'habituel cimetière bouddhiste, maintient une crypte spéciale pour les cendres des animaux de compagnie et autres, et organise deux fois par an une cérémonie en leur mémoire dans la salle principale. Cette crypte a été créée et est entretenue par un groupe de bénévoles vétérinaires. 

## Histoire

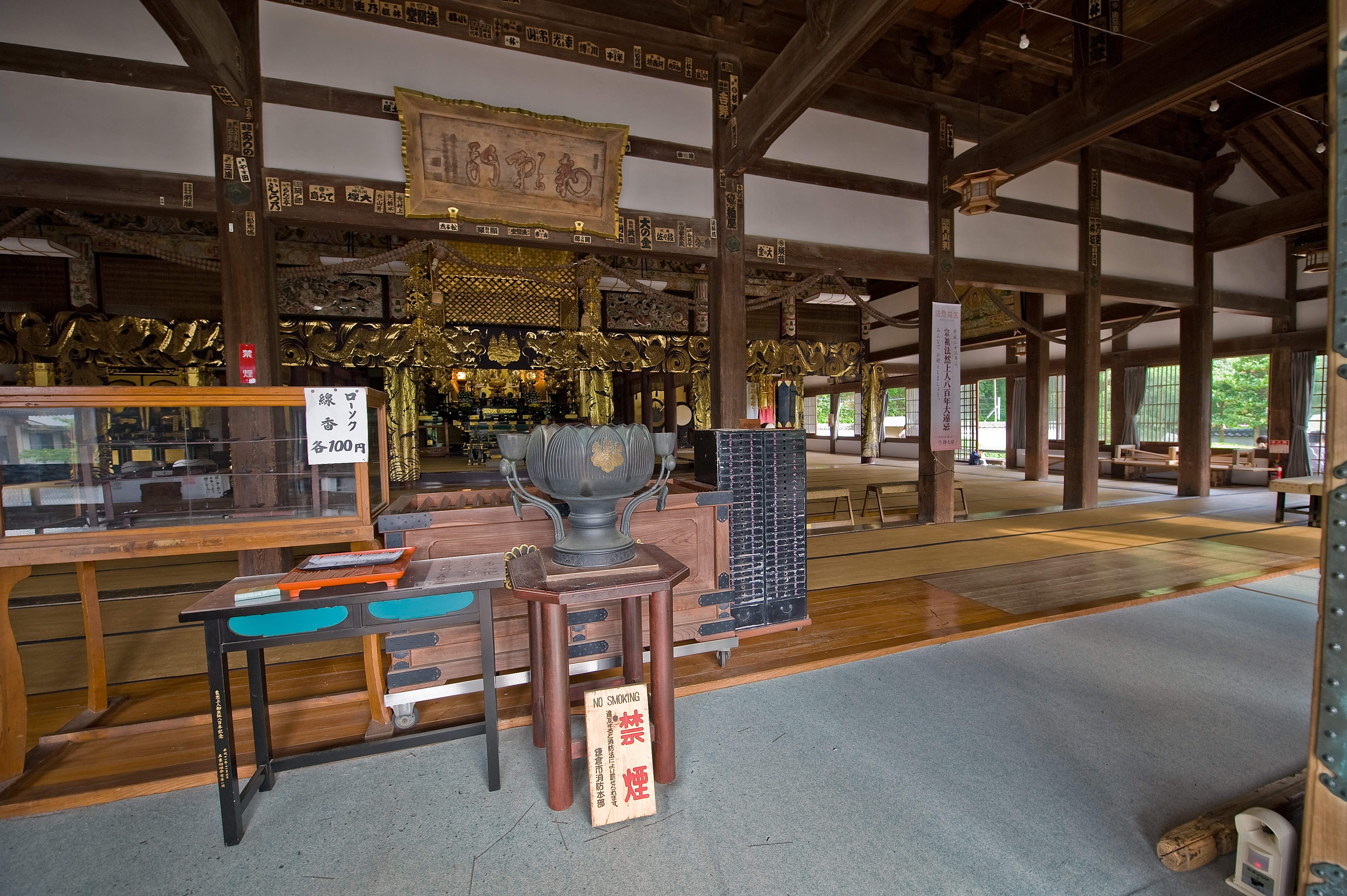
Bâtiment principal de Kōmyō-ji

Les origines précises de Kōmyō-ji ne sont pas claires. Selon le temple lui-même, il est fondé par Hōjō Tsunetoki, le quatrième shikken de Kamakura et maître de-facto du Japon. Selon cette version, il est initialement construit en 1240 dans la vallée de Sasukegayatsu près de Jufuku-ji pour le célèbre prêtre bouddhiste Nenna :ja:Ryōchū (aussi connu par son nom posthume, Kishu Zenji). Il s'appelle alors Renge-ji, ou « Temple des lotus », nom qui fait toujours partie de son nom officiel complet,. La tradition dit que Tsunetoki reçoit dans un rêve l'ordre divin de renommer le temple Kōmyō-ji, ou « Temple de la Lumière Brillante » et décide de la déplacer peu après à son emplacement actuel près de la mer. La date habituelle donnée par le temple lui-même pour le transfert et le changement de nom est 1243 mais aucun document historique ne l'étaye. Il est donc plus exact de dire que la date de fondation n'est pas clairement connue. 
Selon une variante de cette théorie, Renge-ji est initialement créé pour Ryōchū par Hōjō Tomonao (autrement appelé :ja:Osaragi Tomonao) sous le nom Goshin-ji (悟真寺).
Kōmyō-ji est plus tard parrainé par Hōjō Tokiyori et d'autres régents de Kamakura, obtient un  complexe de temple complet à sept bâtiments (七堂伽藍, shichidō garan) et devient un centre de dévotion amidiste dans la région de Kantō. Pendant plus de quarante ans, Ryōchū préside à la destinée du temple où il meurt en 1287.
Au cours des années suivantes, le temple bénéficie du soutien religieux et financier continu des empereurs, shoguns et daimyo, dont Ashikaga Takauji et plusieurs autres shogun de l'époque de Muromachi, des sesshō Toyotomi Hideyoshi et Tokugawa Ieyasu, et leur générosité est bien attesté par les archives du temple.  Trois empereurs différents, Go-Hanazono, Go-Tsuchimikado et Go-Uda, lui offrent leurs propres calligraphies.
Au cours de l'époque de Muromachi, il est restauré par Yusho Shonin et en 1495 l'empereur Go-Tsuchimikado en fait son temple de prières. Quand Tokugawa Ieyasu créé en 1547 le groupe de temples Kantō Jūhachi Danrin (関東十八檀林) qu'il consacre à la formation des prêtres et à leurs études, il place Kōmyō-ji à sa tête,. 
Les bâtiments qui font actuellement partie du complexe appartiennent à des époques différentes, le sōmon (première porte) est le plus ancien (construit dans la première moitié du XVIIe siècle) et le kaisan-dō (hall du fondateur) le plus récent (construit en 1924).

## Caractéristiques
Les portes du temple se trouvent à quelques centaines de mètres de l'île de Wakae (en), île artificielle construite en 1232 qui est déclarée site historique du Japon en dépit de son état de délabrement parce que c'est le seul exemple encore existant de port artificiel de l'époque de Kamakura. Wakaejima servait de point d'entrée à la plupart des marchandises nécessaires à la ville et il est probable qu'au moins une partie du propre bois de Kōmyō-ji en provient.
La porte principale de style zen, (le sōmon (総門), est d'abord érigée en 1495 puis restaurée en 1624-28, et l'on pense qu'une partie du bois ancien a été réutilisé pour sa reconstruction.
L'énorme hon-dō (porte principale) est un bien culturel important du Japon. À sa gauche se trouvent le kaisan-dō et le shoin (salle d'études). Entre eux, l'étang au lotus du temple a été construit au début du XVIIe siècle.

### Lesanmon

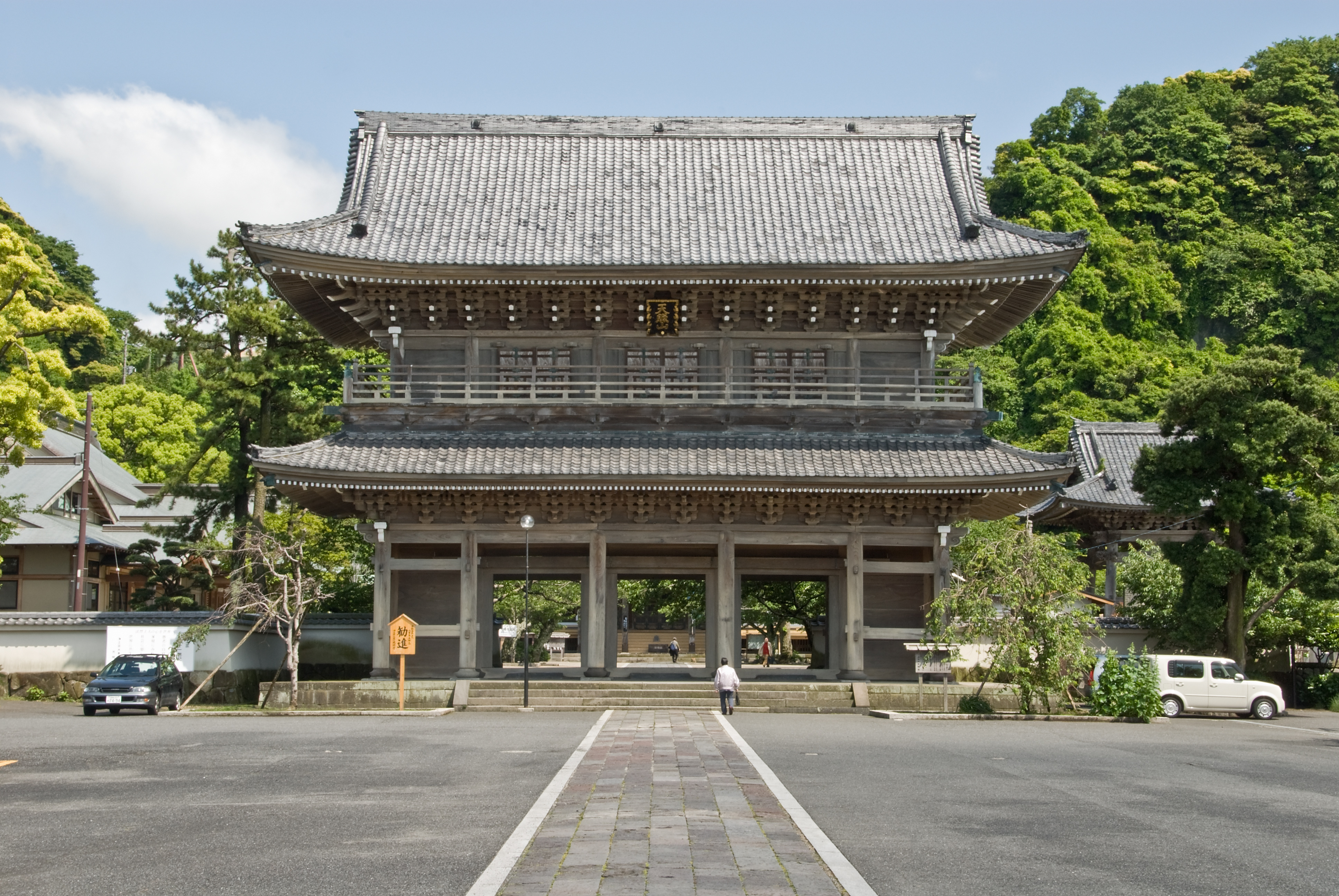
L'énorme sanmon de Kōmyō-ji, le plus grand de la région de Kantō

L'énorme  sanmon du temple est une reconstruction datant de 1847 d'une porte originale plus ancienne,. Cette structure de 16 m de haut comporte deux étages, le premier dans le style japonais traditionnel, le second dans le style zen chinois. Les caractères Tenshōzan (天照山, « Montagne de l'illumination divine ») sur le pignon sous le sanmon sont de la main de l'empereur Go-Hanazono en 1436 et envoyés comme cadeau au temple.
Le second étage du sanmon contient plusieurs centaines de statues dont les plus importantes sont les Shaka Sanzon (釈迦三尊), ou Trinité Shakyamuni, trois statues qui représentent Shaka, Monju Bosatsu et Fugen Bosatsu. (La statue de Fugen Bosatsu a cependant été perdue). Ce qu'on appelle les Shi Tennō, les quatre rois célestes, sont les statues de quatre dieux protecteurs. Elles sont accompagnées des  seize rakans (十六羅漢). Toutes les statues ont été construites à la fin de l'époque d'Edo. 

### Le jardin de pierres

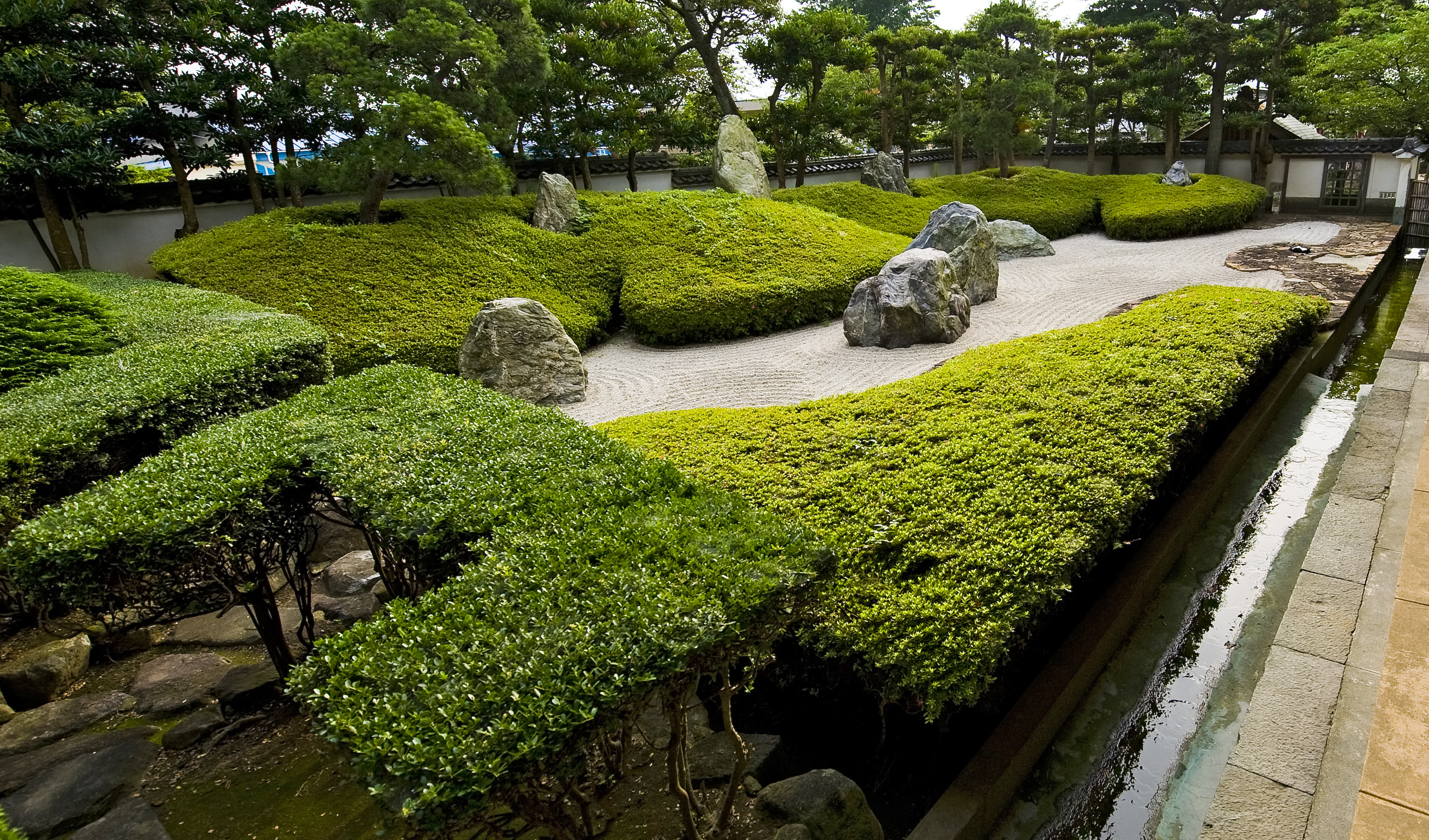
le jardin de pierres de Kōmyō-ji avec ses huit rochers

Situé près du bâtiment principal, le jardin de pierres se compose de gravier blanc ratissé, de quelques rhododendrons et de huit rochers qui représente chacun un saint ou un dieu. Le groupe de trois à gauche, entouré de plantes, représentent la trinité Amida, avec Amida Amida Nyorai au centre, Seishi à gauche et la déesse Kannon à droite.
Les cinq rochers restants représentent Shakyamuni et quatre prêtres qui ont contribué à la diffusion du bouddhisme : Shan-tao, Hōnen, Benchō et Ryōchū du temple Kōmyō-ji lui-même. Les jardins de pierres sont souvent appelés jardins zen parce qu'ils sont normalement une caractéristique des temples zen de la secte Rinzai tels que les temples Kenchō-ji, Engaku-ji et Zuisen-ji de Kamakura qui tous en possèdent un. Il est donc rare d'en trouver un dans un temple Jōdō.

### Le cimetière d'animaux domestiques

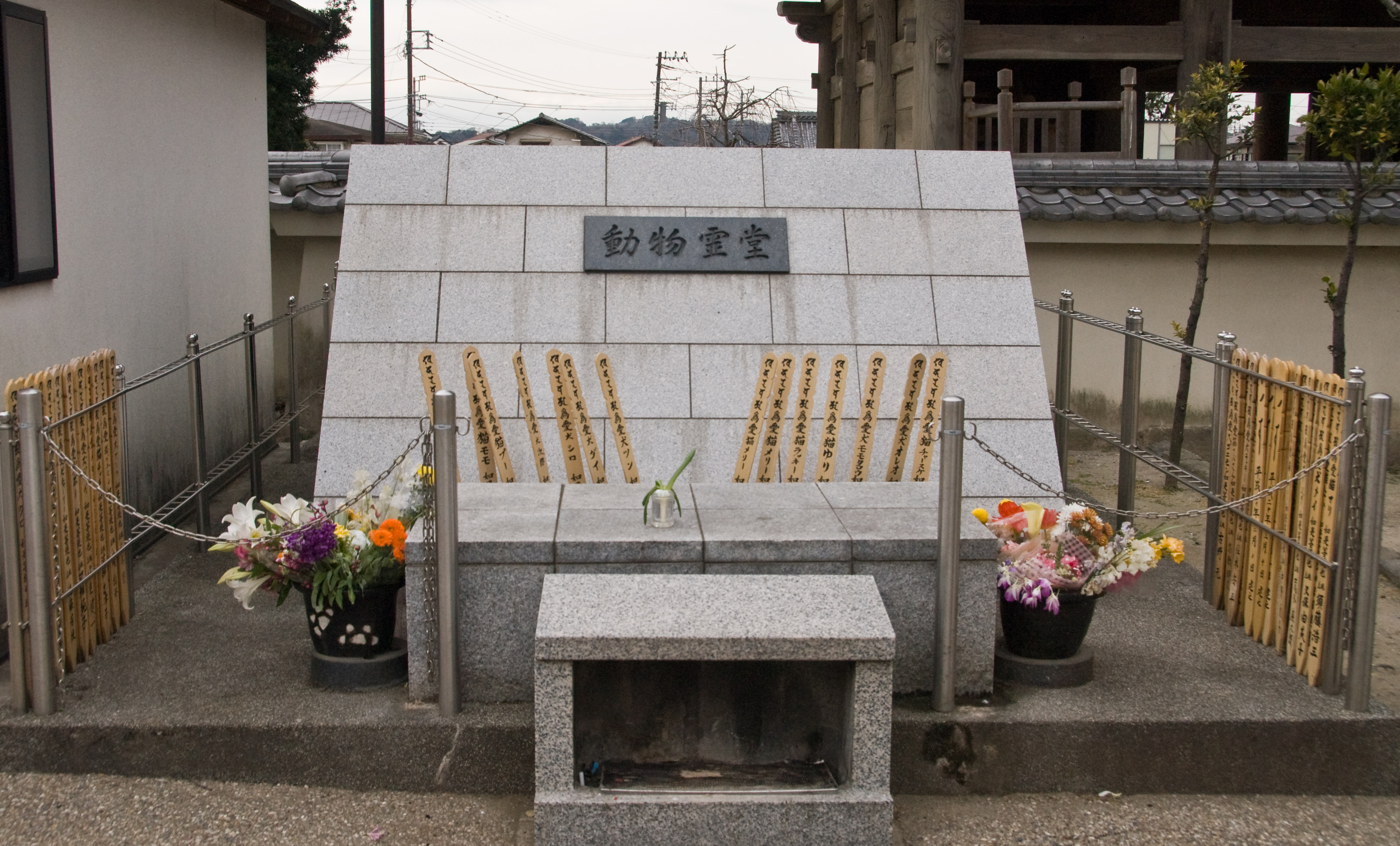
Le cimetière d'animaux domestiques. les noms sur les sotōba (stupas en bois) sont ceux d'animaux de compagnie : Jiro, Top, Goemon et Nonnon

Immédiatement après le sanmon et à côté du cimetière se trouve la crypte des animaux (動物霊堂, Dōbutsu Reidō), un funéraire pour animaux entretenu par le Shōnan Jūishikai Dōbutsu Reidō Hōsankai, groupe de volontaires affiliés à l’association locale de vétérinaire, le Shōnan Jūishikai. 
Les vétérinaires de l'association ont créé à l'origine la crypte de Kōmyō-ji pour enterrer les cendres des chats, chiens, oiseaux et autres animaux morts entre leurs mains mais après que de nombreux propriétaires d'autres animaux ont exprimé le souhait d'y enterrer aussi les leurs, l'association a décidé d'accéder au souhait de tous ceux qui le désirent en échange d'une modique somme. Les cendres sont enterrées le dixième jour de chaque mois, après le chant de sūtras.
Deux fois par an, au printemps et en automne, un service commémoratif est organisé dans le hall principal du temple pour les âmes des animaux morts.

### Les Dix Nuits de Prières de Kōmyō-ji
Tous les ans, du douze au vingt-cinq octobre, Kōmyō-ji organise le Jūya Hōyō (十夜法要, « Service commémoratif de dix nuits »), célébration commencée en 1495 et qui se compose de trois jours et trois nuits ininterrompus de chants de sûtra dans le hall principal. 
Le festival est né par ordre de l'empereur Go-Tsuchimikado qui a invité Yushu Shōnin, le neuvième abbé du temple à Kyoto, où il a reçu l'autorisation d'observer un rite consistant en dix jours et dix nuits de prière continue. De nos jours la célébration ne dure que trois jours mais se tient dans tous les temples Jōdo du pays.

## Sources
- (ja) Nihon Rekishi Chimei Taikei (日本歴史地名大係?), online version, « Kōmyō-ji », Heibonsha (consulté le 1er février 2009)
- (ja) Hiroshi Harada, Kamakura no Koji, JTB Publishing, 2007
- (ja) Kamakura Shōkō Kaigijo, Kamakura Kankō Bunka Kentei Kōshiki Tekisutobukku, Kamakura, Kamakura Shunshūsha, 2008 (ISBN 978-4-7740-0386-3)
- (ja) Michinori Kamiya, Fukaku Aruku : Kamakura Shiseki Sansaku Vol. 1 & 2, Kamakura, Kamakura Shunshūsha, 2008 (ISBN 978-4-7740-0340-5 et 4-7740-0340-9, OCLC 169992721)
- Iso Mutsu, Kamakura. Fact and Legend, Tokyo, Tuttle Publishing, juin 1995, 342 p. (ISBN 978-0-8048-1968-8 et 0-8048-1968-8, OCLC 33184655)
- (ja) Eiji Shirai, Kamakura Jiten, Tōkyōdō Shuppan, 1976 (ISBN 4-490-10303-4)